# Fontinalis amblyphylla
Fontinalis amblyphylla är en bladmossart som beskrevs av Jules Cardot 1897. Fontinalis amblyphylla ingår i släktet näckmossor, och familjen Fontinalaceae. Inga underarter finns listade i Catalogue of Life.